# NGC 5036
NGC 5036 é uma galáxia elíptica (E-S0) localizada na direcção da constelação de Virgo. Possui uma declinação de -04° 10' 41" e uma ascensão recta de 13 horas, 14 minutos e 42,8 segundos.
A galáxia NGC 5036 foi descoberta em 1886 por Frank Leavenworth.